# Tossal de les Madruganyes
El Tossal de les Madruganyes és una muntanya de 430 metres que es troba al municipi de Tàrrega, a la comarca catalana de l'Urgell.